# Grallagh Castle
Grallagh Castle (irisch Caisleán na Greallaí) ist die Ruine eines Tower House im Townland Grallagh (An Ghreallach, „der Morast“) 2,5 km südlich des Dorfes Horse and Jockey im irischen County Tipperary. Die Burgruine neben einer Brücke über einen Nebenfluss des Suir gilt als National Monument.

## Geschichte
Grallagh Castle stammt aus dem späten 15. oder frühen 16. Jahrhundert und war mit der Familie Butler verbunden. James Butler, 10. Baron of Dunboyne, vermachte die Burg 1533 seinem Sohn Peter. Im 18. Jahrhundert gehörte sie der Familie Mansergh. Heute gehört die Ruine dem Office of Public Works.

## Beschreibung
Der vierstöckige Turm mit steil angeschrägten Fundamentmauern steht heute teilweise ruinös und umgeben von den Überresten einer Einfriedung, wobei etwa 30 Meter der Mauer erhalten geblieben sind.
An der Nordost- und der Südwestecke befinden sich Scharwachttürme. In der westlichen Mauer liegt der Eingang, der möglicherweise mit einem Mörderloch versehen ist.
Das Erdgeschoss hat Schießscharten und eine Decke mit Tonnengewölbe. Eine in die Mauer eingelassene Treppe führt zu den oberen Stockwerken. Es gibt dort einige Doppelfenster mit Fenstersitzen und Spülsteine. In den oberen Geschossen sind je ein offener Kamin und ein Aborterker eingebaut.